# Chapter IV – Before the Murmur of Silence
Chapter IV – Before the Murmur of Silence – czwarty album studyjny polskiej grupy instrumentalnej Light Coorporation, wydany w 2014 roku.

## Lista utworów
Opracowano na podstawie materiału źródłowego.
| Nr | Tytuł utworu                                           | Muzyka                                         | Długość |
| -- | ------------------------------------------------------ | ---------------------------------------------- | ------- |
| 1. | „New States of Mind (Repetitive)”                      | Rogoża, Waśkiewicz, Sobański, Jankowiak, Krauz | 9:45    |
| 2. | „In a Tangle”                                          | Rogoża, Waśkiewicz, Sobański, Jankowiak, Krauz | 7:35    |
| 3. | „With a Chance of Cloudy”                              | Rogoża, Waśkiewicz, Sobański, Jankowiak, Krauz | 7:16    |
| 4. | „Three Headed Monster Sight Unseen”                    | Rogoża, Waśkiewicz, Sobański, Jankowiak, Krauz | 6:40    |
| 5. | „Basements of Heaven”                                  | Rogoża, Waśkiewicz, Sobański, Jankowiak, Krauz | 4:48    |
| 6. | „Sealing Wind into Bottles”                            | Rogoża, Waśkiewicz, Sobański, Jankowiak, Krauz | 6:22    |
| 7. | „Before the Murmur of Silence (Based on a True Story)” | Rogoża, Waśkiewicz, Sobański, Jankowiak, Krauz | 5:25    |
| 8. | „Space Travel in an Old Painting”                      | Rogoża, Waśkiewicz, Sobański, Jankowiak, Krauz | 17:22   |
|    |                                                        |                                                | 1:05:13 |

## Twórcy
Opracowano na podstawie materiału źródłowego.
Muzycy:
- Mariusz Sobański – gitary, wiolonczela barytonowa
- Paweł Rogoża – saksofon tenorowy
- Kuba Jankowiak – trąbka
- Witold Oleszak – fortepian
- Piotr Oses – kontrabas
- Krzysztof Waśkiewicz – gitara basowa
- Miłosz Krauz – perkusja, instrumenty perkusyjne

Produkcja:
- Mariusz Sobański – produkcja muzyczna, aranżacja, koncepcja, wiersze
- Bartłomiej Frank – inżynieria dźwięku, miksowanie, mastering
- Tomasz Lietzau – ilustracja na okładce, projekt oprawy graficznej